# Waffenstillstand von Lentschitza
Der Waffenstillstand von Lentschitza (polnisch Rozejm w Łęczycy) im Jahre 1433 führte zur Beendigung der Kampfhandlungen zwischen dem Königreich Polen und dem Großfürstentum Litauen auf der einen Seite und dem Deutschen Orden auf der anderen Seite auf dem Gebiet Polens. Auf dem Gebiet Litauens kämpfte der Livländische Orden noch bis 1435 weiter.

## Vorgeschichte
Die polnisch-litauische Union von Krewo von 1385 wurde in der Folgezeit weiter ausgebaut. Polen-Litauen besiegte den Deutschen Orden in der Schlacht bei Tannenberg 1410. 1411 wurde der Erste Frieden von Thorn geschlossen. 1431 schloss der Großmeister des Ordens Paul von Rusdorf mit Švitrigaila gegen Władysław II. Jagiełło und unterstütze Švitrigaila diesen im Dynastischen Konflikt in Litauen. Gleichzeitig unterstützte der Orden Kaiser Sigismund beim Versuch die polnisch-litauische Union aufzulösen. Der Waffenstillstand wurde auf der Burg Lentschitza in Łęczyca am 15. Dezember 1433 vereinbart.

## Beschlüsse
Der Waffenstillstand sollte zwölf Jahre dauern. Dies wurde vom Großmeister von Rasdorf, dem polnischen König Władysław II., dem litauischen Großfürsten Sigismund Kęstutaitis, den Herzögen von Masowien Siemowit V., Kazimierz II., Bolesław IV.  und Władysław I. sowie dem Herzog von Pommern-Stolp Bogislaw IX. zugesichert. Ein ewiger Friede sollte demnächst unterzeichnet werden. 

## Nachgang
1435 verlor der Orden die Schlacht von Wilkomir und schloss im selben Jahr mit Polen-Litauen einen endgültigen Frieden in Brest, der bis zum Dreizehnjährigen Krieg Bestand hatte.